# Ozero Baytagayskiy Sor
Ozero Baytagayskiy Sor är en saltsjö i Kazakstan. Den ligger i den norra delen av landet, 500 km nordväst om huvudstaden Astana.